# Кукенберк
Кукенберк (словен. Kukenberk) — поселення в общині Требнє, регіон Південно-Східна Словенія, Словенія.